# 老爷庙河
老爷庙河，也作无名河，位于中华人民共和国辽宁省西部的一条河流，是大凌河右岸支流，发源于建昌县石佛乡梅杖子村小杨树沟屯，蜿蜒向北流经喀喇沁左翼蒙古族自治县十二德堡镇和老爷庙镇，于东哨镇大马架子村西北汇入大凌河。河流全长32.8千米，流域面积322平方千米，河道平均比降7.2‰，年均径流量623万立方米。流域内水旱灾害较为频繁。